# Пероспирон
Пероспирон — атипичный нейролептик семейства азапиронов. Впервые был представлен в 2001 году японской фармацевтической компанией Dainippon Sumitomo Pharma в качестве лекарства от шизофрении и острого маниакального психоза.

## Фармакология
Пероспирон связывается с высокой аффинностью с рецепторами (в качестве антагониста, если не указано иное):
- 5-HT1A (парциальный агонист; Ki=2.9 nM)
- 5-HT2A (обратный агонист; Ki=1.3 nM)
- D2 (Ki = 0.6 nM)

с высокой аффинностью к рецептору:
- H1 (обратный агонист)

с умеренной аффинностью к рецептору:
- D4
- α1 адренорецептор

и с малой аффинностью к рецептору:
- D1

## Побочные эффекты
Может вызывать более тяжёлые экстрапирамидные расстройства, чем другие атипичные антипсихотики, но легче, чем типичные (классические).